# Арнольд Георгій Федорович
Георгій Федорович Арнольд (1874—1935)  — український зоолог, професор Харківського університету.

## Життєпис
У 1897 році закінчив природниче відділення Петербурзького університету. Протягом 1898—1911 років — асистент кафедри зоології агрономічного факультету Київського політехнічного інституту (зараз НУБіП). У 1914—1920 роках — асистент кафедри зоології Харківського університету. З 1920 року — ад'юнкт-професор кафедри зоології безхребетних Харківського університету. У 1921—1930 роках — завідувач сектору безхребетних науково-дослідної кафедри зоології Харківського інституту народної освіти (Харківський університет), якою завідував академік О. М. Нікольський. У жовтні 1930 року на базі цієї кафедри було створено «Харківську філію Українського науково-дослідного зоолого-біологічного інституту», директором якої призначили Г. Ф. Арнольда. У 1933 році було відновлено Харківський університет, філію було реорганізовано на Науково-дослідний зоолого-біологічний інститут в складі університету, директором якого до кінця життя залишався дослідник. Одночасно з 1933 року був деканом біологічного факультету Харківського університету.

## Дослідження
Досліджував немертин, зокрема їх онтогенез, та інших безхребетних. Також працював у галузі бджільництва.